# هاتیلو د لوبا
هاتیلو د لوبا (انگلیسی: Hatillo de Loba) نام شهری در کشور کلمبیا است.